# Scinax hayii
Scinax hayii är en groddjursart som först beskrevs av Barbour 1909.  Scinax hayii ingår i släktet Scinax och familjen lövgrodor. IUCN kategoriserar arten globalt som livskraftig. Inga underarter finns listade i Catalogue of Life.